# Intäkt
Intäkt är en periodiserad inkomst, det vill säga inkomst hänförd till perioden den avser.
Observera skillnaden mellan intäkt, inkomst och inbetalning i samband med bokföring. En inbetalning uppstår när företaget erhåller någon form av likvida medel. En intäkt uppstår när företaget utför en prestation (varuleverans, utförande av en tjänst) och bokföringen är normalt knuten till faktureringen. Den kan dock behöva periodiseras (fördelas över tiden) om prestationen utförs över flera år. Inkomst är ett allmänt begrepp och uppkommer vid själva försäljningstillfället (men ska inte bokföras så länge inte fakturering skett).